# Lusernetta
Lusernetta – miejscowość i gmina we Włoszech, w regionie Piemont, w prowincji Turyn.
Według danych na rok 2004 gminę zamieszkiwało 491 osób, 70,1 os./km².